# Liste der Stolpersteine in Remscheid-Mitte

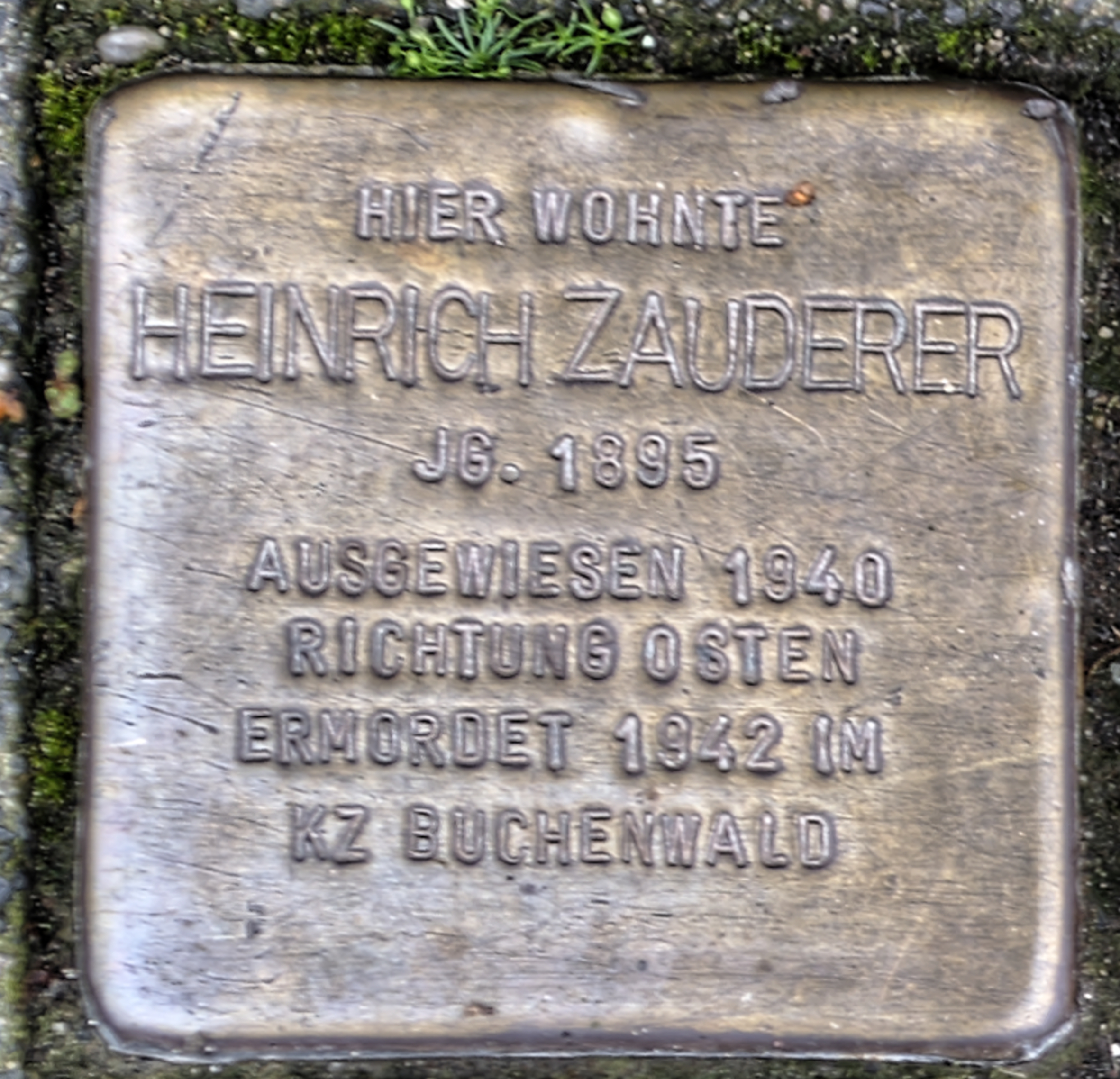
Ein Stolperstein in Remscheid

Die Liste der Stolpersteine in Remscheid enthält Stolpersteine, die im Rahmen des gleichnamigen Kunst-Projekts von Gunter Demnig in Remscheid verlegt wurden. Mit ihnen soll Opfern des Nationalsozialismus gedacht werden, die in Remscheid lebten und wirkten. Die Informationen zu den Steinen sind der Dokumentation der Stolpersteine in Remscheid entnommen.
Diese Liste ist Teil der Liste der Stolpersteine in Remscheid

## Liste der Stolpersteine
| Nr. | Person                                          | Adresse                                       | Inschrift | Bild | weitere Informationen |
| --- | ----------------------------------------------- | --------------------------------------------- | --- | --- | --- |
| 66  | Heinrich Zauderer                               | Brüderstraße 3 ⊙                              | Hier wohnte Heinrich Zauderer Jg. 1895 ausgewiesen 1940 Richtung Osten ermordet 1942 im KZ Buchenwald                           | | Heinrich Zauderer-Lipper wurde am 13. August 1895 in Kolomea (poln. Kolomyja) in Galizien geboren und war wohnhaft in Köln und Remscheid. Von 1939 bis zum 14. März 1942 wurde er im KZ Buchenwald inhaftiert. An diesem Tag wurde er in die Tötungsanstalt Bernburg a. d. Saale deportiert, wo er am 30. März 1942 ermordet wurde. |
| 64  | Moses Zauderer                                  | Brüderstraße 3 ⊙                              | Hier wohnte Moses Zauderer Jg. 1868 ausgewiesen 1938 Richtung Osten ermordet 1942 in Kolomyja                                   | | |
| 65  | Jente Zauderer                                  | Brüderstraße 3 ⊙                              | Hier wohnte Jente Zauderer geb. Geissler Jg. 1872 ausgewiesen 1938 Richtung Osten ermordet                                      | | |
| 60  | Abraham Becker                                  | Brüderstraße 3 ⊙                              | Hier wohnte Abraham Becker Jg. 1910 ausgewiesen 1938 ermordet im besetzten Polen                                                | | Abraham Becker wurde am 30. Januar 1910 in Kraków (dt. Krakau) in Galizien geboren und war wohnhaft in Duisburg und Remscheid. Er wurde am 28. Oktober 1938 nach Bentschen (Zbąszyń) abgeschoben, später in das Ghetto Krakau deportiert. |
| 61  | Rosa Becker                                     | Brüderstraße 3 ⊙                              | Hier wohnte Rosa Becker geb. Lipper Jg. 1905 ausgewiesen 1939 ermordet 1942 in Plaszow                                          | | Rosa Lipper wurde am 15. August 1905 in Kolomea (poln. Kolomyja) in Galizien geboren und war wohnhaft in Remscheid. Am 27. Juli 1939 emigrierte sie nach Polen und wurde später in das Zwangsarbeitslager Płaszów deportiert. |
| 147 | Hanna Becker                                    | Brüderstraße 3 ⊙                              | Hier wohnte Hanna Becker Jg. 1937 ausgewiesen 1939 ermordet 1942 in Plaszow                                                     | | Hanna Becker wurde am 13. März 1937 in Remscheid geboren. Sie wurde am 27. Juli 1939 nach Polen abgeschoben und später in das Zwangsarbeitslager Płaszów deportiert. |
| 62  | Isaak Becker                                    | Brüderstraße 3 ⊙                              | Hier wohnte Isaak Becker Jg. 1934 ausgewiesen 1939 ermordet 1942 in Kolomyja                                                    | | Isaak Becker wurde am 25. November 1934 in Remscheid geboren. Er wurde am 27. Juli 1939 nach Polen abgeschoben und später in das Kolomea deportiert. |
| 63  | Ruth Becker                                     | Brüderstraße 3 ⊙                              | Hier wohnte Ruth Becker Jg. 1937 ausgewiesen 1939 ermordet 1942 in Plaszow                                                      | | Ruth Becker wurde am 13. März 1937 in Remscheid geboren. Sie wurde am 27. Juli 1939 nach Polen abgeschoben und später in das Ghetto Krakau deportiert. |
| 1   | Samuel Freund                                   | Blumenstraße 13 ⊙                             | Hier wohnte Samuel Freund Jg. 1883 abgeschoben 1938 ermordet im besetzten Polen                                                 | | Samuel Freund wurde am 10. November 1883 in Pruchnik/Jarosław in Galizien geboren und war wohnhaft in Remscheid. Er wurde am 28./29. Oktober 1938 nach Bentschen (Zbąszyń) abgeschoben. Vom 29. Oktober 1938 – Sommer 1939 wurde er im dortigen Internierungslager inhaftiert. Über seine nachfolgende Deportation oder Ermordung ist nichts bekannt. Er wurde für tot erklärt. |
| 2   | Chaje Freund                                    | Blumenstraße 13 ⊙                             | Hier wohnte Chaje Freund geb. Fruhs Jg. 1892 abgeschoben 1938 ermordet im besetzten Polen                                       | | Helene Chaje Fruhs wurde am 24. März 1892 in Majdan in Galizien geboren. Sie wurde am 3. September 1939 nach Polen abgeschoben und auf Grund fehlender Informationen für tot erklärt. |
| 140 | Gerda Kelmann                                   | Bismarckstraße 60, heute Willy-Brandt-Platz ⊙ | Hier wohnte Gerda Kelmann Jg. 1926 abgeschoben 1939 ermordet im besetzten Polen                                                 | | Gerda Kelmann wurde am 11. Oktober 1926 in Remscheid geboren und am 29. Juli 1939 in das polnische Kolomea abgeschoben. Es wird angenommen, dass sie zusammen mit ihrer Familie nach dem deutschen Überfall auf Polen in das KZ Belzec deportiert und dort ermordet wurde. |
| 139 | Hedwig Kelmann                                  | Bismarckstraße 60, heute Willy-Brandt-Platz ⊙ | Hier wohnte Hedwig Kelmann Jg. 1896 abgeschoben 1939 ermordet im besetzten Polen                                                | | Hedwig Kelmann, geb. Lummer, wurde am 30. August 1896 in Groß-Winternheim geboren und am 29. Juli 1939 in das polnische Kolomea abgeschoben. Es wird angenommen, dass sie zusammen mit ihrer Familie nach dem deutschen Überfall auf Polen in das KZ Belzec deportiert und dort ermordet wurde. |
| 138 | Jakob Kelmann                                   | Bismarckstraße 60, heute Willy-Brandt-Platz ⊙ | Hier wohnte Jakob Kelmann Jg. 1890 abgeschoben 1939 ermordet im besetzten Polen                                                 | | Jakob Kelmann oder auch Kälmann, wurde am 9. Dezember 1890 in Kolomea geboren und siedelte 1925 mit seiner Frau Hedwig nach Remscheid in die Bismarckstraße 60 um, wo ihre beiden Kinder Gerda und Josef geboren wurden. Das Haus wurde im Zweiten Weltkrieg zerstört, heute ist dies Teil des Willy-Brandt-Platzes. Er wurde am 29. Oktober mit seiner Familie in das polnische Kolomea abgeschoben. Es wird angenommen, dass er zusammen mit seiner Familie nach dem deutschen Überfall auf Polen in das KZ Belzec deportiert und dort ermordet wurde. |
| 141 | Josef Kelmann                                   | Bismarckstraße 60, heute Willy-Brandt-Platz ⊙ | Hier wohnte Josef Kelmann Jg. 1930 abgeschoben 1939 ermordet im besetzten Polen                                                 | | Josef Kelmann wurde am 16. Januar 1930 in Remscheid geboren und am 29. Juli 1939 in das polnische Kolomea abgeschoben. Es wird angenommen, dass er zusammen mit seiner Familie nach dem deutschen Überfall auf Polen in das KZ Belzec deportiert und dort ermordet wurde. |
| 135 | Josef Ring                                      | Steinberger Straße 51 ⊙                       | Hier wohnte Josef Ring Jg. 1902 abgeschoben 1938 ermordet im besetzten Polen                                                    | | Josef Ring wurde am 9. Januar 1902 in Dukla (Polen), Krosno, Galizien geboren. Am 28./29. 10. 1938 wurde er nach Bentschen (Zbąszyń) und am 31. Juli 1939 nach Polen deportiert. |
| 136 | Regine Ring                                     | Steinberger Straße 51 ⊙                       | Hier wohnte Regine Ring geb. Laster Jg. 1898 abgeschoben 1939 nach Polen Ghetto Łódź ermordet                                   | | Regine Ring, geb. Weinrauch, wurde am 2. Januar 1898 in Krechowice, Dolina (Szczytna), Galizien geboren. Sie wurde nach Litzmannstadt (Łódź) deportiert. |
| 137 | Thea Ring                                       | Steinberger Straße 51 ⊙                       | Hier wohnte Thea Ring Jg. 1927 abgeschoben 1939 nach Polen Ghetto Łódź ermordet                                                 | | Thea Ring wurde am 2. September 1927 in Remscheid geboren. Vermutlich mit ihrer Mutter nach Litzmannstadt (Łódź) deportiert. |
| 106 | Philipp Kornmann                                | Kippdorfstraße 70 ⊙                           | Hier wohnte Philipp Kornmann Jg. 1907 'Schutzhaft' 1936 nach Holland verhaftet 1940 Zuchthaus Münster Dachau überlebt           | | |
| 150 | Benno Löwenstein                                | Alleestraße 6 ⊙                               | Hier wohnte Benno Löwenstein Jg. 1897 Deportiert 1942 Auschwitz ermordet                                                        | | Benno Löwenstein wurde am 25. Juli 1897 in Witten geboren und war wohnhaft in Remscheid. Er emigrierte in die Niederlande und wurde am 18. Januar 1944 aus Westerbork in das Ghetto Theresienstadt und 16. Mai 1944 in das Vernichtungslager Auschwitz deportiert. Auf Grund fehlender Unterlagen wurde er für tot erklärt. |
| 149 | Sophie Löwenstein                               | Alleestraße 6 ⊙                               | Hier wohnte Sophie Löwenstein geb. Goldberg Jg. 1871 Deportiert 1942 Auschwitz ermordet 31.8.1942                               | | Sophie Goldberg wurde am 28. Dezember 1871 in Ibbenbüren geboren und war wohnhaft in Remscheid. Sie emigrierte am 23. Juni 1936 in die Niederlande und wurde 1942 in das Vernichtungslager Auschwitz deportiert. Auf Grund fehlender Unterlagen wurde er für tot erklärt. |
| 29  | Richard Strauss                                 | Alleestraße 18 ⊙                              | Hier wohnte Richard Strauss Goldberg Jg. 1885 Deportiert 1941 Łódź ermordet                                                     | | Richard Strauss wurde am 17. Februar 1885 in Bochum geboren und war wohnhaft in Bochum, Frankfurt und Remscheid. Er wurde vom 17. November 1938 bis 15. Dezember 1938 im Konzentrationslager Dachau inhaftiert. Am 27. Oktober 1941 wurde er in das Ghetto Litzmannstadt und am 6. Mai 1942 in das Vernichtungslager Kulmhof deportiert, wo er am 7. Mai 1942 ermordet wurde. |
| 164 | Julius Lange                                    | Alleestraße 40 ⊙                              | Hier wohnte Julius Lange Jg. 1875 Deportiert 1941 ermordet in Łódź                                                              | | |
| 26  | Siegmund Frank                                  | Alleestraße 20 ⊙                              | Hier wohnte Siegmund Frank Jg. 1870 Deportiert 1942 Theresienstadt Tot                                                          | | Siegmund Frank wurde am 14. August 1870 in Krefeld geboren und war wohnhaft in Köln. Er wurde am 15. Juni 1942 ab Köln in das Ghetto Theresienstadt deportiert, wo er am 12. Mai 1944 verstarb. |
| 28  | Sara Frank                                      | Alleestraße 20 ⊙                              | Hier wohnte Sara Frank Jg. 1870 Deportiert 1942 Theresienstadt Tot                                                              | | Sara Frank wurde am 22. April 1872 in Krefeld geboren und war wohnhaft in Köln und Remscheid. Sie wurde im Sammellager Köln-Müngersdorf inhaftiert und am 15. Juni 1942 ab Köln in das Ghetto Theresienstadt deportiert, wo sie am 25. März 1943 verstarb. |
| 27  | Emmi Frank                                      | Alleestraße 20 ⊙                              | Hier wohnte Emmi Frank Jg. 1879 Deportiert 1942 Theresienstadt Ermordet 1942                                                    | | Emmi Frank wurde am 24. Mai 1879 in Schmallenberg geboren und war wohnhaft in Köln und Remscheid. Sie wurde am 15. Juni 1942 und am 20. Januar 1943 in das Vernichtungslager Auschwitz deportiert, wo sie am 20. Januar 1943 ermordet wurde. |
| 163 | Hedwig Weinberg                                 | Alleestraße 56 ⊙                              | Hier wohnte Hedwig Weinberg geb. Heilbrunn Jg. 1885 Deportiert 1941 ermordet in Łódź                                            | | Hedwig Weinberg wurde am 23. Februar 1885 in der Grafschaft Hohenstein geboren und war wohnhaft in Köln und Remscheid. Sie wurde am 30. Oktober 1941 ab Köln in das Ghetto Litzmannstadt und im Mai 1942 in das Vernichtungslager Kulmhof deportiert, wo sie ermordet wurde. |
| 162 | Vera Weinberg                                   | Alleestraße 56 ⊙                              | Hier wohnte Vera Weinberg Jg. 1906 Deportiert 1941 ermordet in Łódź                                                             | | Vera Weinberg wurde am 30. April 1906 in Hofgeismar geboren und war wohnhaft in Köln und Remscheid. Sie wurde am 30. Oktober 1941 ab Köln in das Ghetto Litzmannstadt und im Mai 1942 in das Vernichtungslager Kulmhof deportiert, wo sie ermordet wurde. |
| 161 | Lotte Ilse Weinberg                             | Alleestraße 56 ⊙                              | Hier wohnte Lotte Ilse Weinberg geb. Heilbrunn Jg. 1885 Deportiert 1941 ermordet in Łódź                                        | | Lotte Ilse Weinberg wurde am 11. November 1910 in Remscheid geboren und war wohnhaft in Köln. Sie wurde am 30. Oktober 1941 ab Köln in das Ghetto Litzmannstadt deportiert. |
|     | Lotte Margot Benjamin                           | Wilhelm-Schuy-Straße 4 ⊙                      | Hier wohnte Margot Benjamin JG. 1915 Deportiert 1941 Lots/Litzmannstadt ermordet 8.5.1942 Chelmno/Kulmhof                       | | |
|     | Beate Cohen                                     | Wilhelm-Schuy-Straße 4 ⊙                      | Hier wohnte Beate Cohen Geb. Wisbrun JG. 1876 Deportiert 1942 Theresienstadt ermordet in Auschwitz                              | | |
|     | Sally Cohen                                     | Wilhelm-Schuy-Straße 4 ⊙                      | Hier wohnte Sally Cohen JG. 1868 Deportiert 1942 Theresienstadt Tot 13.11.1942                                                  | | |
|     | Erna Marchand                                   | Wilhelm-Schuy-Straße 4 ⊙                      | Hier wohnte Erna Marchand JG. 1890 Vor Deportation Flucht in den Tod 1941                                                       | | |
| 6   | Regina Maybaum                                  | Wilhelm-Schuy-Straße 4 ⊙                      | Hier wohnte Regina Maybaum Geb. Caim JG. 1870 Deportiert 1942 Theresienstadt 1944 Auschwitz Ermordet                            | | Im Gedenkbuch wird eine Regine Margret Maybaum erwähnt, geb. Cain |
| 7   | Artur Katzenberger                              | Honsberger Straße 136                         | Hier wohnte Artur Katzenberger                                                                                                  | | |
| 8   | Hans Katzenberger                               | Honsberger Straße 136                         | Hier wohnte Hans Katzenberger                                                                                                   | | |
| 9   | Karl Katzenberger                               | Honsberger Straße 136                         | Hier wohnte Karl Katzenberger                                                                                                   | | |
| 10  | August Hampe                                    | Honsberger Straße 85                          | Hier wohnte August Hampe | | |
| 11  | ca. 30 namentlich nicht bekannte Sinti und Roma | Freiheitstraße 71                             | 3. März 1943 Deportationsweg 30 Sinti und Romm ermordet in Auschwitz                                                            | | |
| 23  | Gustav Wisbrun                                  | Martin-Luther-Straße 27                       | Hier wohnte Gustav Wisbrun | | |
| 25  | Agnes Strauss, geb. Zunsheim                    | Martin-Luther-Straße 77                       | Hier wohnte Agnes Strauss, geb. Zunsheim                                                                                        | | |
| 31  | Sara Zauderer, geb.Klapper                      | Freiheitstraße 161                            | Hier wohnte Sara Zauderer, geb.Klapper                                                                                          | | |
| 33  | Thea Zauderer                                   | Freiheitstraße 161                            | Hier wohnte Thea Zauderer | | |
| 35  | Artur Becker                                    | Tyroler Straße 13 ⊙                           | Hier wohnte Artur Becker Jg. 1905 Flucht 1933 UdSSR/Frankreich Internationale Brigaden von Gestapo ermordet 16.5.1938           | | Artur Becker wurde am 12. Mai 1905 in Remscheid geboren. Seit dem Frühjahr 1938 kämpfte das ehemalige Reichstagsmitglied für die Internationalen Brigaden im spanischen Bürgerkrieg für die spanische Republik. Am 13. April 1938 wurde er bei Kämpfen am Ebro schwer verwundet und durch Franko-Truppen gefangen genommen und kommt während der Gefangenschaft ums Leben. |
| 39  | August Stahl                                    | Menninghauser Straße 46                       | Hier wohnte August Stahl | Bild gesucht Der Benutzer GeorgDerReisende ( Diskussion ) wünscht sich an dieser Stelle ein Bild vom Ort mit diesen Koordinaten 51.168826 7.206992 . Motiv: Menninghauser Straße 46: d Stolpersteine für August Stahl, die Lage und das Haus Falls du dabei helfen möchtest, erklärt die Anleitung , wie das geht. BW  | |
| 41  | Ernst Koll                                      | Bliedinghauser Straße 33                      | Hier wohnte Ernst Koll | | |
| 43  | Olga Sternheim, geb. Meyer                      | Stephanstraße 31                              | Hier wohnte Olga Sternheim, geb. Meyer                                                                                          | | |
| 45  | Lieselotte Sternberg, geb. Gans                 | Stephanstraße 31                              | Hier wohnte Lieselotte Sternberg, geb. Gans                                                                                     | | |
| 47  | Helmuth Dudde                                   | Hoffmeisterstraße 27                          | Hier wohnte Helmuth Dudde | | |
| 49  | Chaje Vogel, geb. Feller                        | Bismarckstraße 90                             | Hier wohnte Chaje Vogel, geb. Feller                                                                                            | | |
| 51  | Täubchen Vogel, geb. Salzmann                   | Bismarckstraße 90                             | Hier wohnte Täubchen Vogel, geb. Salzmann                                                                                       | | |
| 53  | Ryfka Vogel, geb. Fochtmann                     | Bismarckstraße 90                             | Hier wohnte Ryfka Vogel, geb. Fochtmann                                                                                         | | |
| 55  | Julius Ikenberg                                 | Martin-Luther-Straße 7                        | Hier wohnte Julius Ikenberg | | |
| 57  | Tobias Dr. Bernstein                            | Martin-Luther-Straße 7                        | Hier wohnte Tobias Dr. Bernstein                                                                                                | | |
| 59  | Emmi Eichmann, geb. Cohn                        | Martin-Luther-Straße 9                        | Hier wohnte Emmi Eichmann, geb. Cohn                                                                                            | | |
| 68  | Simon Häusler                                   | Elberfelder Straße 48                         | Hier lernte Simon Häusler | | |
| 70  | Alfons Neumann                                  | Hoffmeisterstraße 25                          | Hier wohnte Alfons Neumann | | |
| 72  | Otto Koll                                       | Hammesberger Straße 69                        | Hier wohnte Otto Koll | | |
| 73  | Markus Lenneberg                                | Alte Bismarckstraße 14 ⊙                      | Hier wohnte Markus Lenneberg Jg. 1864 Entrechtet/Gedemütigt Flucht in den Tod 1938                                              | | Markus Lenneberg betrieb ein Herrenbekleidungsgeschäft in der damaligen Bismarckstraße (heute alte Bismarckstraße). Die SA-Truppen haben das Geschäft in der Reichspogromnacht verwüstet. Einen Tag später nahm er sich das Leben. |
| 77  | Rosa Häusler, geb. Reiter                       | Bankstraße 6 ⊙                                | Hier wohnte Rosa Häusler geb. Vogel Jg. 1887 deportiert 1942 ermordet 1943 in Auschwitz                                         | | Rosa Vogel wurde am 25. Oktober 1887 in Perechinsko geboren und war wohnhaft in Remscheid. Sie wurde am 21. Juli 1942 ab Düsseldorf in das Ghetto Theresienstadt und am 23. Januar 1943 weiter in das Vernichtungslager Auschwitz deportiert. |
| 74  | Ernst Rolf Lenneberg                            | Alte Bismarckstraße 14 ⊙                      | Hier wohnte Ernst Rolf Lenneberg Jg. 1930 Deportiert 1941 Ermordet in Łódź                                                      | | Ernst Rolf Lenneberg wurde am 1. Dezember 1930 in Köln geboren und war dort und in Remscheid wohnhaft. Er emigrierte am 24. November 1938 in die Niederlande. Am 22. Oktober 1941 wurde er ab Köln in das Ghetto Litzmannstadt deportiert. Er wurde am 8. Mai 1945 an einem unbekannten Ort ermordet. |
| 172 | Else Koppel                                     | Alte Bismarckstraße 16 ⊙                      | Hier wohnte Else Koppel geb. Lustig Jg. 1884 deportiert 1941 ermordet in Riga                                                   | | |
| 152 | Marta Dannenberg                                | Alte Bismarckstraße 14 ⊙                      | Hier wohnte Marta Dannenberg geb. Gärtner Jg. 1889 deportiert 1941 Minsk ermordet                                               | | Marta Gärtner wurde am 20. August 1889 in Großostheim geboren und war wohnhaft in Remscheid. Am 10. November 1941 wurde sie ab Düsseldorf in das Ghetto Minskdeportiert. |
| 76  | Artur Dannenberg                                | Alte Bismarckstraße 14 ⊙                      | Hier wohnte Artur Dannenberg Jg. 1884 deportiert 1941 Minsk ermordet                                                            | | Artur Dannenberg wurde am 14. März 1884 in Trendelburg geboren und war wohnhaft in Pirmasens Remscheid. Am 10. November 1941 wurde sie ab Düsseldorf in das Ghetto Minskdeportiert. |
| 75  | Mathilde Dannenberg                             | Alte Bismarckstraße 14 ⊙                      | Hier wohnte Mathilde Dannenberg geb. Rosenbaum Jg. 1859 deportiert 1941 Minsk ermordet                                          | | Mathilde Rosenbaum wurde am 15. Juli 1859 in Eberschütz geboren und war wohnhaft in Remscheid. Am 21. Juli 1942 wurde sie ab Düsseldorf in das Ghetto Theresienstadt und weiter am 21. September 1942 in das Vernichtungslager Treblinka deportiert. |
| 78  | Jakob Mandelbaum                                | Elberfelder Straße 48                         | Hier wohnte Jakob Mandelbaum | Bild gesucht Der Benutzer GeorgDerReisende ( Diskussion ) wünscht sich an dieser Stelle ein Bild vom Ort mit diesen Koordinaten 51.186876 7.179386 . Motiv: Wilhelmstraße 38: der Stolperstein für Frieda Lefmann, die Lage und das Haus Falls du dabei helfen möchtest, erklärt die Anleitung , wie das geht. BW      | |
| 80  | Frieda Lefmann, geb. Pintus                     | Wilhelmstraße 38                              | Hier wohnte Frieda Lefmann, geb. Pintus                                                                                         | | |
| 82  | Heinrich Imig                                   | Fürberger Straße 29                           | Hier wohnte Heinrich Imig | | |
| 84  | Emil Illigmann                                  | Hoffmeisterstraße 5                           | Hier wohnte Emil Illigmann | | |
| 86  | Ernestine Mandelbaum                            | Palmstraße 10 ⊙                               | Hier wohnte Ernestine Mandelbaum geb. Lewkowic Jg. 1882 Deportiert 1941 ermordet in Chelmno                                     | | Ernestine Lewkowic wurde am 3. Februar 1882 in Wodzislaw geboren und war wohnhaft in Remscheid. Sie wurde am 27. Oktober 1941 in das Ghetto Litzmannstadt und im September 1942 in das Vernichtungslager Chelmno deportiert, wo sie im September 1942 ermordet wurde. |
| 174 | Josef Wundermann                                | Palmstraße 10 ⊙                               | Hier wohnte Josef Wundermann Jg. 1899 'Polenaktion' 1939 Bentschen/Zbaszyn ermordet im besetzten Polen                          | | Josef Wundermann wurde am 6. Juli 1899 in Tlumacz geboren und war wohnhaft in Remscheid. Er wurde am 28. Oktober 1938 nach Bentschen (Zbąszyń) abgeschoben. |
| 89  | Emanuel Mandelbaum                              | Palmstraße 10 ⊙                               | Hier wohnte Emanuel Mandelbaum Jg. 1908 abgeschoben 1938 nach Polen ?                                                           | | Emanuel Mandelbaum wurde am 15. August 1908 in Słomniki geboren und war wohnhaft in Essen, Gelsenkirchen und Remscheid. Er wurde am 28. Oktober 1938 nach Bentschen (Zbąszyń) abgeschoben, dort wurde er 1939 inhaftiert und dann an einen unbekannten Ort deportiert. |
| 88  | Jakob Mandelbaum                                | Palmstraße 10 ⊙                               | Hier wohnte Jakob Mandelbaum Jg. 1912 abgeschoben 1938 nach Polen ermordet in Sachsenhausen                                     | | Jakob Mandelbaum wurde am 22. Juni 1912 in Słomniki geboren und war wohnhaft in Remscheid. Er wurde am 28. Oktober 1938 nach Bentschen (Zbąszyń) abgeschoben, er wurde am 23. Dezember 1939 im Konzentrationslager Sachsenhausen inhaftiert. |
| 85  | Meyer Mandelbaum                                | Palmstraße 10 ⊙                               | Hier wohnte Meyer Mandelbaum Jg. 1880 verhaftet misshandelt von SA tot an Haftfolgen 1937                                       | | Meyer Mandelbaum war als Schuhmacher in Remscheid tätig. 1937 wurde er verhaftet und von der SA schwer misshandelt, an den Folgen verstarb er am 5. November 1937. |
| 90  | Josef Mandelbaum                                | Palmstraße 10 ⊙                               | Hier wohnte Josef Mandelbaum Jg. 1910 abgeschoben 1938 nach Polen ?                                                             | | Josef Mandelbaum wurde am 15. März 1910 in Słomniki geboren und war wohnhaft in Essen, Bottrop und Remscheid. Er wurde am 28. Oktober 1938 nach Bentschen (Zbąszyń) abgeschoben, dann wurde er an einen unbekannten Ort deportiert. Auf Grund fehlender Unterlagen wurde er für tot erklärt. |
| 148 | Sara Mandelbaum                                 | Palmstraße 10 ⊙                               | Hier wohnte Sara Mandelbaum Jg. 1903 Deportiert 1941 Minsk ermordet                                                             | | |
| 90  | Moritz Mandelbaum                               | Palmstraße 10 ⊙                               | Hier wohnte Moritz Mandelbaum Jg. 1919 abgeschoben 1938 nach Polen ?                                                            | | Moritz Mandelbaum wurde am 13. April 1919 in Remscheid geboren. Er war wohnhaft in Essen und Gelsenkirchen. Er wurde am 28. Oktober 1938 nach Bentschen (Zbąszyń) abgeschoben und dort bis 1939 inhaftiert. |
| 92  | Eidel Artmann, geb. Häusler                     | Greulingstraße 2                              | Hier wohnte Eidel Artmann, geb. Häusler                                                                                         | | |
| 94  | Jochewed Kamiel, geb. Artmann                   | Greulingstraße 2                              | Hier wohnte Jochewed Kamiel, geb. Artmann                                                                                       | | |
| 96  | Doris Kamiel                                    | Greulingstraße 2                              | Hier wohnte Doris Kamiel | | |
| 107 | Elias Koppel                                    | Alexanderstraße 7                             | Hier wohnte Elias Koppel | | |
| 109 | Samuel-Leib Koppel                              | Alexanderstraße 7                             | Hier wohnte Samuel-Leib Koppel                                                                                                  | | |
| 111 | Paul Koppel                                     | Alexanderstraße 7                             | Hier wohnte Paul Koppel | | |
| 113 | Lea Koppel, geb. Brunnenwasser, verw. Zobler    | Alexanderstraße 7                             | Hier wohnte Lea Koppel, geb. Brunnenwasser, verw. Zobler                                                                        | | |
| 115 | Emil Schmidt                                    | Intzestraße 59                                | Hier wohnte Emil Schmidt | | |
| 121 | Klara Ruhdörfer, geb. Rosenberg                 | Freiheitstraße 59                             | Hier wohnte Klara Ruhdörfer, geb. Rosenberg                                                                                     | | |
| 123 | Artur Siegfried Ruhdörfer                       | Freiheitstraße 59                             | Hier wohnte Artur Siegfried Ruhdörfer                                                                                           | | |
| 125 | Helene Frisch                                   | Blumenstraße 6 ⊙                              | Hier wohnte Helene Frisch geb. Häusler Jg. 1878 Abgeschoben 1939 Ermordet im besetzten Polen                                    | | Helene Häusler wurde am 25. Februar 1878 in Dolina. Sie wurde am 31. Juli 1939 nach Polen abgeschoben. Auf Grund fehlender Unterlagen wurde sie für tot erklärt. |
| 124 | Jakob Frisch                                    | Blumenstraße 6 ⊙                              | Hier wohnte Jakob Frisch Jg. 1878 Abgeschoben 1939 Ermordet im besetzten Polen                                                  | | Jakob Frisch wurde am 17. Oktober 1878 in Dolina. Er wurde am 31. Juli 1939 nach Zbąszyń abgeschoben und später an einen unbekannten Ort deportiert. Auf Grund fehlender Unterlagen wurde sie für tot erklärt. |
| 127 | Mathilde Häusler, geb. Reiter                   | Bankstraße 6                                  | Hier wohnte Mathilde Häusler, geb. Reiter                                                                                       | | |
| 129 | Simon Häusler                                   | Bankstraße 6                                  | Hier wohnte Simon Häusler | | |
| 131 | Wilhelm Eichenwald                              | Nordstraße 7                                  | Hier wohnte Wilhelm Eichenwald                                                                                                  | Bild gesucht Der Benutzer GeorgDerReisende ( Diskussion ) wünscht sich an dieser Stelle ein Bild vom Ort mit diesen Koordinaten 51.179636 7.199237 . Motiv: Nordstraße 7: die Stolpersteine für das Ehepaar Eichenwald, die Lage und das Haus Falls du dabei helfen möchtest, erklärt die Anleitung , wie das geht. BW | |
| 133 | Dieter Eichenwald                               | Nordstraße 7                                  | Hier wohnte Dieter Eichenwald                                                                                                   | Bild gesucht Der Benutzer GeorgDerReisende ( Diskussion ) wünscht sich an dieser Stelle ein Bild vom Ort mit diesen Koordinaten 51.179636 7.199237 . Motiv: Nordstraße 7: die Stolpersteine für das Ehepaar Eichenwald, die Lage und das Haus Falls du dabei helfen möchtest, erklärt die Anleitung , wie das geht. BW | |
| 144 | Robert Stamm                                    | Strucker Straße 62                            | Hier wohnte Robert Stamm | | |
| 146 | Hilde Lilienfeld                                | Martin-Luther-Straße 27                       | Hier wohnte Hilde Lilienfeld | | |
| 153 | Siegmund Lazer                                  | Neustraße 3 ⊙                                 | Hier wohnte Siegmund Lazer Jg. 1899 Ausgewiesen 1938 ermordet im besetzten Polen                                                | | Siegmund Lazer wurde am 20. April 1899 in Kolomea geboren und war wohnhaft in Remscheid. Er wurde am 28. Oktober 1938 nach Bentschen (Zbąszyń) ausgewiesen, 22. April 1939 weiter deportiert. |
| 154 | Dora Lazer                                      | Neustraße 3 ⊙                                 | Hier wohnte Dora Lazer geb. Wieselmann Jg. 1896 Ausgewiesen 1938 ermordet im besetzten Polen                                    | | Dora Wieselmann wurde am 31. Juli 1896 in Kolomea geboren und war wohnhaft in Remscheid. Sie wurde am 28. Oktober 1938 nach Bentschen (Zbąszyń) 22. April 1939 ausgewiesen. |
| 155 | Helmut Lazer                                    | Neustraße 3 ⊙                                 | Hier wohnte Helmut Lazer Jg. 1926 Ausgewiesen 1939 ermordet im besetzten Polen                                                  | | Helmut Lazer wurde am 25. Juni 1926 in Remscheid geboren und war dort wohnhaft. Er wurde am 22. April 1939 nach Polen ausgewiesen. |
| 142 | Hugo Arenz                                      | Alte Bismarckstraße 22 ⊙                      | Hier wohnte Hugo Arenz Jg. 1896 verhaftet Neuengamme eingewiesen 'Heilanstalt' Bernburg ermordet Juni 1942                      | | Hugo Arenz wurde am 16. Februar 1896 in Remscheid geboren. Hier wurde er verhaftet und in das Konzentrationslager Neuengamme deportiert. Von dort wurde er in die Heilanstalt Bernburg eingewiesen, wo er im Juni 1942 ermordet wurde. |
| 157 | Helene Meyer                                    | Johannesstraße 2 ⊙                            | Hier wohnte Helene Meyer Geb. Bloch Jg. 1881 Deportiert 1941 Minsk ermordet                                                     | | Helene Bloch wurde am 12. November 1881 in Delmenhorst geboren und war wohnhaft in Remscheid. Sie wurde am 10. November 1941 ab Düsseldorf in das Ghetto Minsk deportiert. |
| 157 | Jakob Meyer                                     | Johannesstraße 2 ⊙                            | Hier wohnte Jakob Meyer Jg. 1882 Deportiert 1941 Minsk ermordet                                                                 | | Jakob Meyer wurde am 24. Januar 1882 in Richrath-Reusrath geboren und war wohnhaft in Langenfeld, Solingen und Remscheid. Er wurde am 10. November 1941 ab Düsseldorf in das Ghetto Minsk deportiert. |
| 158 | Margot Meyer                                    | Johannesstraße 2 ⊙                            | Hier wohnte Margot Meyer Jg. 1910 Deportiert 1941 Łódź ermordet                                                                 | | |
| 159 | Frieda Freireich                                | Willy-Brandt-Platz/Freiheitstraße             | Hier wohnte Frieda Freireich | | |
| 165 | Rosa Schmidt                                    | Blumenstraße 2 ⊙                              | Hier wohnte Rosa Schmidt geb. Abraham Jg. 1875 Deportiert 1942 Tot in Theresienstadt                                            | | Rosa Abraham wurde am 15. November 1875 in Schlawe geboren und war wohnhaft in Remscheid. Sie wurde am 21. Juli 1942 ab Düsseldorf in das Ghetto Theresienstadt deportiert, wo sie am 24. Juli 1942 verstarb. |
| 167 | Michla Wieselmann                               | Willy-Brandt-Platz/Freiheitstraße             | Hier wohnte Michla Wieselmann                                                                                                   | | |
| 169 | Rosa Cain                                       | Konrad-Adenauer-Straße 13 ⊙                   | Hier wohnte Rosa Cain JG. 1874 Deportiert 1942 Tot 1943 in Theresienstadt                                                       | | |
| 169 | Paula Dührenheimer                              | Konrad-Adenauer-Straße 13 ⊙                   | Hier wohnte Paula Dührenheimer JG. 1879 Flucht 1938 Holland Interniert Westerbork Deportiert 1942 Auschwitz ermordet 13.11.1942 | | |
| 169 | Richard Goldschmidt                             | Konrad-Adenauer-Straße 13 ⊙                   | Hier wohnte Richard Goldschmidt JG. 1886 Schicksal unbekannt                                                                    | | |
| 173 | Golde Lerner                                    | Johannesstraße 6 ⊙                            | Hier wohnte Golde Lerner Jg. 1906 Flucht Belgien Interniert Mechelen deportiert 1942 ermordet in Auschwitz                      | | Golde Lerner wurde am 18. Januar 1906 in Bukaczowce geboren und war wohnhaft in Remscheid. Sie emigrierte nach Belgien. Sie wurde am 26. September 1942 ab Mechelen in das Vernichtungslager Auschwitz deportiert. |
| 175 | Alfred Silberberg                               | Alleestraße 100                               | Hier wohnte Alfred Silberberg                                                                                                   | | |
| 177 | Alfred Sigismund                                | Auf'm Heidchen 17                             | Hier wohnte Alfred Sigismund | Bild gesucht Der Benutzer GeorgDerReisende ( Diskussion ) wünscht sich an dieser Stelle ein Bild vom Ort mit diesen Koordinaten 51.183202 7.228346 . Motiv: Auf'm Heidchen 17: der Stolperstein für Alfred Sigismund, die Lage und das Haus Falls du dabei helfen möchtest, erklärt die Anleitung , wie das geht. BW   | |
|     | Nöll Konrad                                     | Rudolfstraße 5 ⊙                              | Hier wohnte Konrad Nöll Jg. 1906 Im Widerstand verhaftet 1933 1938 Neuengamme Ermordet 14.02.1942                               | | |
| 4   | Cäcilie Freund                                  | Wiedenhofstraße 2 ⊙                           | Hier wohnte Cäcilie Freund Geb. Klapper JG. 1888 Abgeschoben 1939 Ermordet im besetzten Polen                                   | | Israel und Cäcilie Freund betrieben ein Schuhgeschäft. Es wurde in der Reichspogromnacht verwüstet. Sie selbst blieb verschont. |
| 4   | Israel Freund                                   | Wiedenhofstraße 2 ⊙                           | Hier wohnte Israel Freund JG. 1888 Abgeschoben 1938 Ermordet im besetzten Polen                                                 | | Israel und Cäcilie Freund betrieben ein Schuhgeschäft. Es wurde in der Reichspogromnacht verwüstet. Sie selbst blieb verschont. |
| 81  | Heinrich Steiner                                | Martin-Luther-Straße 78/80 ⊙                  | Hier wohnte Heinrich Steiner Jg. 1908 'Schutzhaft' 1933 KZ Kemna KZ Börgermoor ermordet 7.8.1942 Stutthof                       | | Heinrich Steiner wurde 1908 geboren. Er war in den Polizeipräsidien Solingen und Remscheid als Polizeiwachtmeister tätig. Er gehörte dem Reichsbanner und der SPD an. Ihm wurde „Beeinflussung der Polizeibeamten im marxistischen Sinne“ vorgeworfen. Daraufhin wurde er am 15. August 1933 bis zum 4. April 1934 im Konzentrationslager Kemna und danach im Konzentrationslager Börgermoor in „Schutzhaft“ genommen. Durch das Gesetz zur Wiederherstellung des Berufsbeamtentums wurde er am 30. Januar 1934 aus dem Polizeidienst entlassen. Am 24. Juli 1936 verurteilte ihn das Oberlandesgericht Hamm wegen Spionage zu zwei Jahren Gefängnis. Er wurde später in das Konzentrationslager Stutthof deportiert und dort am 7. August 1942 ermordet. Vor dem Polizeipräsidium Solingen wird ein weiterer Stolperstein für ihn verlegt.                    |
|     | Wilhelm Eppels                                  | Küppelstein 23 ⊙                              | Hier wohnte Wilhelm Eppels Jg. 1907 'Schutzhaft' 1933 Flucht 1936 Holland Spanienkämpfer tot 18.7.1938                          | | Wilhelm Eppels wurde am 6. August 1907 in Remscheid geboren. Er war Mitglied der KPD und des Rotfrontkämpferbundes. Nach der Machtübernahme der Nazis wird er am 14. Dezember 1934 in „Schutzhaft“ genommen und wird im Massenprozess über die KPD-Mitglieder von Remscheid und Hückeswagen vom Oberlandesgericht Hamm wegen Vorbereitung zum Hochverrat zu einem Jahr und neuen Monaten Gefängnis verurteilt und in den Gefängnissen Remscheid und Wuppertal und im Zuchthaus Lüttringhausen eingeliefert. Nach seiner Entlassung aus der Haft am 2. Juni 1935 emigriert er im Februar 1936 in die Niederlande. Von Den Haag aus leitet er den Vertrieb illegaler KPD-Literatur in das Deutsche Reich. Danach zieht er nach Spanien, wo er für die internationalen Brigaden am spanischen Bürgerkrieg teilnimmt, wo er am 8. September 1938 in Spanien fällt. |
|     | August Isenberg                                 | Brückenstraße 31 ⊙                            | | Bild gesucht Der Benutzer GeorgDerReisende ( Diskussion ) wünscht sich an dieser Stelle ein Bild vom Ort mit diesen Koordinaten 51.17256 7.166721 . Motiv: Brückenstraße 31: der Stolperstein für August Isenberg, die Lage und das Haus Falls du dabei helfen möchtest, erklärt die Anleitung , wie das geht. BW      | der Stolperstein für August Isenberg wurde im Herbst 2015 bei Bauarbeiten entfernt und ist nach dem Ende der Bauarbeiten nicht wieder verlegt worden |
|     | Oskar Strauss                                   | Martin-Luther-Straße 77 ⊙                     | Hier wohnte Oskar Strauss Jg. 1892 deportiert 1941 Łodz ermordet                                                                | | |
|     | Suse Wisbrun                                    | Martin-Luther-Straße 27 ⊙                     | Hier wohnte Suse Wisbrun Jg. 1923 tot auf Flucht nach Palästina ertrunken 1940 vor Haifa                                        | | |
|     | Dr. Erich Aschenheim                            | Hindenburgstraße 49 ⊙                         | Hier wohnte Dr. Erich Aschenheim Jg. 1882 gedemütigt/entrechtet Flucht in den Tod 1941                                          | | |
|     | Siegfried Eichmann                              | Martin-Luther-Straße 9 ⊙                      | Hier wohnte Siegfried Eichmann Jg. 1868 deportiert 1942 ermordet in Theresienstadt                                              | | |
|     | Martha Ikenberg                                 | Martin-Luther-Straße 7 ⊙                      | Hier wohnte Martha Ikenberg geb. Alsberg Jg. 1884 deportiert 1942 ermordet in Minsk                                             | | |
|     | Saul Zauderer                                   | Freiheitstraße 161 ⊙                          | Hier wohnte Saul Zauderer Jg. 1881 deportiert 1941 Łodz ermordet                                                                | | |
|     | Isidor Zauderer                                 | Freiheitstraße 161 ⊙                          | Hier wohnte Isidor Zauderer Jg. 1908 verhaftet 9.9.1939 KZ Sachsenhausen ermordet 10.4.1940                                     | | |
|     | Bracha Zauderer                                 | Freiheitstraße 161 ⊙                          | Hier wohnte Bracha Zauderer geb. Laster Jg. 1908 deportiert 1941 Łodz ermordet                                                  | | |
|     | Oskar Koppel                                    | Alexanderstraße 7 ⊙                           | Hier wohnte Oskar Koppel Jg. 1873 abgeschoben 1938 nach Polen ??? ermordet                                                      | | |
|     | Hermann Koppel                                  | Alexanderstraße 7 ⊙                           | Hier wohnte Hermann Koppel Jg. 1910 abgeschoben 1938 nach Polen ??? ermordet                                                    | | |
|     | Adele Koppel                                    | Alexanderstraße 7 ⊙                           | Hier wohnte Adele Koppel geb. Liebermann Jg. 1880 abgeschoben 1939 nach Polen ??? ermordet                                      | | |
|     | Ernst Tückmantel                                | Alexanderstraße 5 ⊙                           | Hier wohnte Ernst Tückmantel Jg. 1883 inhaftiert 1933-35 Flucht 1935 Spanienkämpfer ermordet 23.4.1941 in Frankreich            | | |
|     | Aloys Ruhdörfer                                 | Freiheitstraße 59 ⊙                           | Hier wohnte Aloys Ruhdörfer Jg. 1889 abgeschoben 1938 ermordet im besetzten Polen                                               | | |
|     | Betty Ruhdörfer                                 | Freiheitstraße 59 ⊙                           | Hier wohnte Betty Ruhdörfer Jg. 1924 abgeschoben 1939 ermordet im besetzten Polen                                               | | |
|     | Leon Wieselmann                                 | Willy-Brandt-Platz/Freiheitstraße ⊙           | Hier wohnte Leon Wieselmann Jg. 1892 abgeschoben 1938 ermordet im besetzten Polen                                               | | |
|     | Walter Wieselmann                               | Willy-Brandt-Platz/Freiheitstraße ⊙           | Hier wohnte Walter Wieselmann Jg. 1926 abgeschoben 1939 ermordet im besetzten Polen                                             | | |

## Straßenumbenennungen
In der Alleestraße liegen zahlreiche Stolpersteine. Bis zum 14. Mai 1945 hieß diese Straße noch Adolf-Hitler-Straße und wurde durch die britische Militärbehörde umbenannt.